# Sorensenella prehensor
Sorensenella prehensor är en spindeldjursart. Sorensenella prehensor ingår i släktet Sorensenella och familjen Triaenonychidae.

## Underarter
Arten delas in i följande underarter:
- S. p. nitida
- S. p. obesa
- S. p. prehensor